# پل مامون
پل مأمون، روستایی از توابع بخش پاپی شهرستان خرم‌آباد در استان لرستان ایران است.
بخش پاپی یکی از بخش‌های استان لرستان در شمال خوزستان ایران است. این بخش دربر دارنده سکونت جمعیتی از ایلات لر سکوند، بختیاری و بویژه پاپی است. مردم پاپی در این بخش به لهجه پاپیونه که یکی از لهجه‌های زبان لری است سخن می‌گویند .
یکی از عوامل اصلی زندگی در روستا ارامشی است که در ان حاکم می باشد. این منطقه به دلیل پوشش گیاهی که دارد مکان مناسبی برای ذامداری و دامپروری می باشد. مردمان این روستا خونگرم و مهمانوازاند.
این منطقه پوشیده از درختان بلوط با پوشش گیاهی مناسب و بکر می باشد.گیاهان وحشی بسیاری در این منطقه می روید که میتوان از عمده ان ها به کنگر، بلو بری(مورت)، گیرچ، توت وحشی، پسته وحشی(قلنگ)، بلوطو... اشاره کرد.
با پیشرفت تکنولوزی و ابادانی در این روستا بسیاری از جوانان به این منطقه بازگشته و به دامداری و دامپروری پرداخته اند.
در سال 1399 به تعداد خانه های موجود در این روستا افزوده شده است.
زبان
________________________________________________________________________________
مردم این منطقه بیشتر به زبان‌های لری خرم آبادی ، لری بالاگریوه‌ای و لری بختیاری سخن می‌گویند. اکثر مردم این شهر از ایل پاپی و بختیاری‌های چهارلنگ هستند.
موقعیت جغرافیایی
__________________________________________________________________________________
این روستا در کیلومتر ۵۲۵راه آهن لرستان قرار دارد.

## جمعیت
این روستا در دهستان چم سنگر قرار دارد و براساس سرشماری مرکز آمار ایران در سال ۱۳۸۵، جمعیت آن ۱۷ نفر (۴خانوار) بوده‌است.